# Неокейнсианска икономическа школа
Неокейнсианска икономика, неокейнсианство или неокласическа кейнсианска икономика (на английски: Neo-Keynesian economics или neo-classical Keynesian economics) е школа в макроикономиката, която се развива в поствоенния период от работите на Джон Мейнард Кейнс. Група икономисти, особено Джон Хикс, Франко Модилиани и Пол Самюелсън, се опитват да интерпретират и формализират работите на Кейнс и да ги синтезират с неокласическите модели в икономиката.
|  | Тази страница частично или изцяло представлява превод на страницата Neo-Keynesian economics в Уикипедия на английски. Оригиналният текст, както и този превод, са защитени от Лиценза „Криейтив Комънс – Признание – Споделяне на споделеното“, а за съдържание, създадено преди юни 2009 година – от Лиценза за свободна документация на ГНУ. Прегледайте историята на редакциите на оригиналната страница, както и на преводната страница, за да видите списъка на съавторите. ВАЖНО: Този шаблон се отнася единствено до авторските права върху съдържанието на статията. Добавянето му не отменя изискването да се посочват конкретни източници на твърденията, които да бъдат благонадеждни. |